# Germ Hofma
Germ Hofma (Sittard, 1925. április 19. – 2018. október 14.) holland válogatott labdarúgó, csatár.

## Pályafutása

### Klubcsapatban
1940 és 1945 között a DIO Oosterwolde labdarúgója volt. 1945 és 1955 között illetve 1957-ben a Heerenveen csapatában szerepelt.

### A válogatottban
1950-ben két barátságos mérkőzésen szerepelt a holland válogatottban. 1950. június 8-án Solnában Svédország, június 11-én Helsinkiben Finnország ellen lépett pályára. Mindkét találkozón 4–1-re kikapott a holland válogatott.